# Menstrie
Menstrie (gälisch: Meanstraibh) ist eine Ortschaft in der schottischen Council Area Clackmannanshire. Sie liegt an der Westgrenze des Verwaltungsbezirks etwa acht Kilometer nordöstlich von Stirling und fünf Kilometer nordwestlich von Alloa am Fuße der Ochil Hills und zählt zu den Hillfoots Villages. Menstrie ist durch die A91 an das Straßennetz angeschlossen. Im Jahre 2011 verzeichnete Menstrie 2804 Einwohner. Der aus den Ochils kommende Bach Menstrie Burn durchquert die Ortschaft und mündet etwa einen Kilometer weiter in den Devon.
Zwischen 1746 und 1929 wurde bei Menstrie die überregional bedeutende Whiskybrennerei Glenochil betrieben. Heute befinden sich an gleicher Stelle große Zolllager des internationalen Konzerns Diageo zur Lagerung von Whisky, denen eine hohe wirtschaftliche Bedeutung für Menstrie zukommt. Außerdem gibt es eine Hefefabrik in Menstrie.
In Menstrie befindet sich das aus dem späten 16. Jahrhundert stammende Menstrie Castle. In diesem wurden William Alexander, 1. Earl of Stirling und Ralph Abercromby geboren.

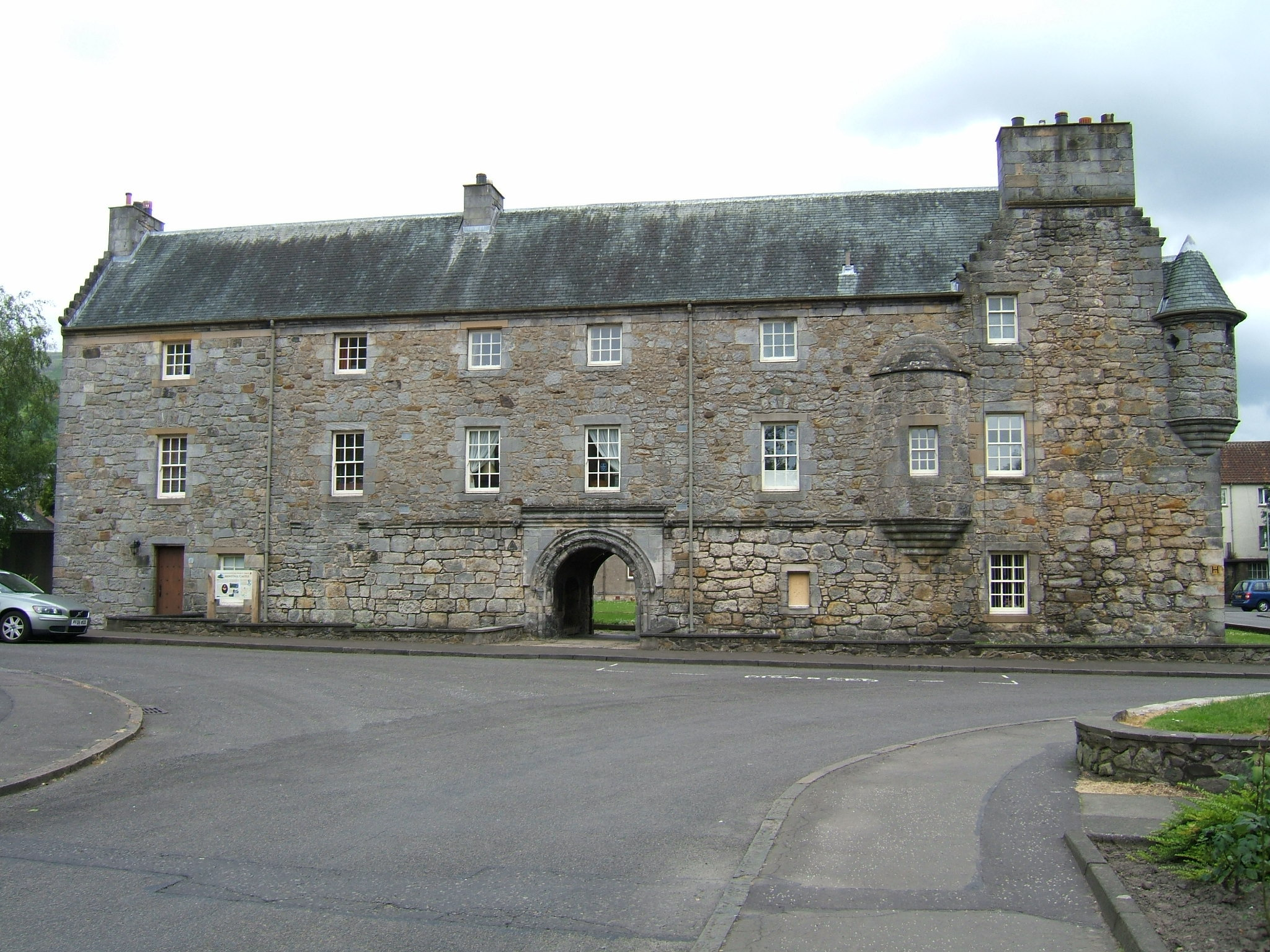
Menstrie Castle
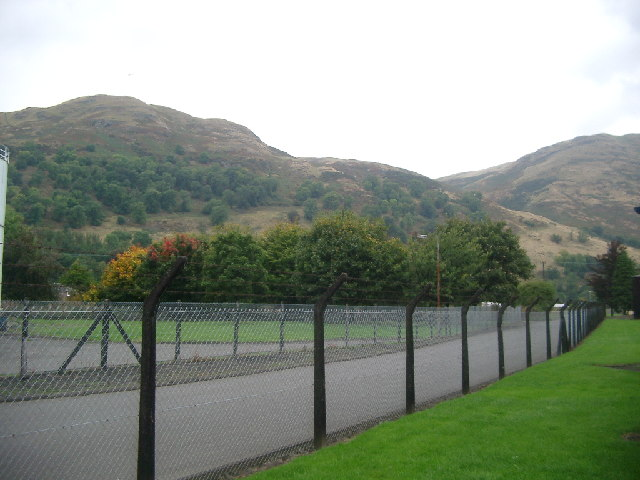
Die Ochils vom Gelände der Zolllager aus gesehen
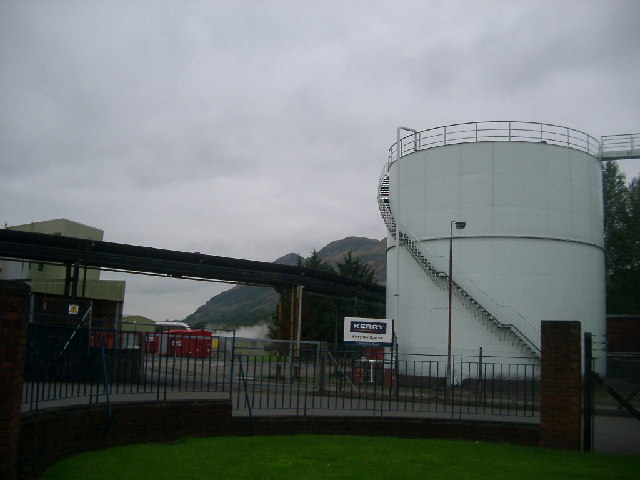
Hefefabrik in Menstrie